# لاين أوبراين
لاين أوبراين (10 يوليو 1976 في نيوزيلندا - ) (بالإنجليزية: Iain O'Brien)‏ هو لاعب كريكت نيوزلندي. شارك مع منتخب نيوزيلندا الوطني للكريكت. أما مع النوادي، فقد لعب مع نادي مقاطعة ميدلسكس للكريكت ‏ ونادي مقاطعة ليسترشاير للكريكت ‏ وWellington cricket team ‏.

## وصلات خارجية
- لاين أوبراين على موقع إي آس بي آن كريك إنفو (الإنجليزية)